# Hohenberger Straße
Die Hohenberger Straße (B 214) ist eine Landesstraße in Österreich. Sie führt auf einer Länge von 13,5 km durch die Gutensteiner Alpen entlang der Unrechttraisen. Begleitet wird sie dabei von der Traisentalbahn. Die Straße ist nach der Gemeinde Hohenberg benannt, die an ihr liegt.

## Verlauf
Die Straße führt von der Mariazeller Straße (B20, St. Pölten – Kapfenberg) in Freiland an der Traisen (Gemeindegebiet Türnitz) über Hohenberg zur Gutensteiner Straße (B21, Wr. Neustadt – Mariazell zur B20) in Mitterbach (Gemeindegebiet St. Aegyd am Neuwalde).

## Geschichte
Die Kernhofer Straße Freiland – Kernhof zwischen Freiland und der Lahnsattel Straße gehört seit dem 1. Jänner 1950 zum Netz der Bundesstraßen in Österreich. Nach der Verlängerung der B21 Gutensteiner Straße bis in das steirische Mariazell, bei der der St.-Aegyder Abschnitt von Mitterbach über den Hauptort bis Kernhof miteinbezogen wurde, wurde der restliche Streckenabschnitt der Kernhofer Straße in Hohenberger Straße umbenannt.